# Пітьма, прийди!
Пітьма, прийди! (англ. Gather, Darkness!) — науково-фантастичний роман американського письменника Фріца Лайбера, вперше опублікований в травні-липні 1943 року в журналі «Astounding».

## Зміст
1
Події відбуваються 139 року Великого Бога, це 206 рік від початку Золотої ери, 360 рік атомної ери чи 2305 ранньої цивілізації.
Науковці технічно-розвинутої цивілізації Землі вирішують убезпечитись від політичної нестабільності, організувавши теократичну диктатуру нового культу «Великого бога». Вона керується «Ієрархією» — семирівневою організацією ченців на чолі з Верховною радою архієпископів. Ієрархія забирає до своїх лав всіх здібних молодих людей, яким одразу відкривають атеїстичність їхньої організації. Ієрархія для власних потреб таємно використовує високі технології, як: атомна енергія, роботи, бластери, силові поля, голограми, відеотелефон. Але для простолюдинів створює умови як в Темних століттях середньовіччя, щоб посилити їх релігійність.
Ченці першого (нижчого) рівня служать в храмах, а також розподіляють на роботи простолюдинів. Їх сутани посилюють фізичні сили і захищають тіло від пошкоджень.
В столичному храмі Мегатеополісу Шарлсон Наурія протестує розподілу на роботу, де її змушуватимуть займатись проституцією і її оголошують відьмою. Молодий ченець Армон Жарль, присутній в храмі, вирішує розказати правду віруючим про обмани Ієрархії. Вони не вірять йому, а керівництво вирішує одразу покарати його використавши гігантське роботизоване погруддя Великого бога, присутнє зверху кожного храму. Однак його рятують «диявольські» чорні крила, які обгортають його, а потім забирають геть.
2
Верховна рада розглядала питання ченців з провінції, які доповідали про напади страху і галюцинацій на них.
Гоніфацій, голова фракції Реалістів, присоромив їх, нагадавши про атеїзм, і що це вони повинні керувати страхом простолюдинами.
А також розповів, що наказав спровокувати Жарля, щоб вийти на слід незадоволених Ієрархією, які з'явились нещодавно і почали називати себе відьмами, хоча до цього часу відьми були вигадкою Ієрархії.
Фрезеріс, голова фракції Поміркованих, протестує проти штучного розхитування ситуації.
Серциваль, найстарший із архієпископів, голова фракції Фанатиків, не іронічно згадує Сатану, чим дивує Гоніфація.
Гоніфацій на відеозаписі впізнає в Наурії свою сестру, і щоб приховати своє походження, наказує таємно її вбити.
3
Послані ченці арештовують Наурію, але вона встигає послати невідому тваринку попередити Чорну людину.
Під час конвоювання на них нападає темрява і визволяє Наурію.
4
Жарль отямлюється на зборах відьм під головуванням Чорної людини, де вони прославляють Сатану і Асмодея та пропонують йому долучитись до їх боротьби проти Ієрархїї. На зборах присутні тваринки-вампіри, такі як у Наурії. Жарль відмовляється, бо він атеїст і ідеаліст.
5
Озброєні ченці штурмують будинок біля якого зникла Наурія, це неабияка розвага для роззяв, оскільки будинок опирається і бере ченців у заручники. Зрештою ченці заморожують і підривають його.
Чорна людина показує Наурії, як він керує цим розумним домом побудованим за Золотої ери, його дверими, вікнами, стінами, меблями, щоб принизити ченців. І розповідає, що в них є вдосконалені технології Ієрархії, а також особові справи на її керівництво.
6
Жарль переховується від Ієрархії, його пораненого виходжує стара «відьма» Мама Джуді.
Коли їх відвідує Чорна людина, Мама Джуді повідомляє, що Жарль вирішив нарешті приєднатись до них.
7
Згідно плану Асмодея, відьми починають напускати страху і галюцинацій в Мегатеополісі.
Чорна людина телекінетичними і пристроями що впливають на почуття, принижує ченців перед прихожанами в центральному храмі.
8
Гоніфацій страждає від жахів у сні. Йому доповідають про активність відьм у столиці.
9
Чорна людина летить на зустріч із Жарлем, маскуючись приладом темряви, але його захоплює Ангел — ченець в роботизованому літаючому костюмі.
10
Жарль теж потрапляє в полон. Ченець-телепат Домас змінює його особистість, він стає прагматиком і вирішує робити кар'єру в Ієрархії.
11
Чорна людина опритомнює в лазареті Ієрархії, його вампір Дікон отримує телепатичний наказ розлякати сторожу, щоб мати нагоду підживитись кров'ю хазяїна.
12
Наурія знаходить Жарля серед переляканих жителів столиці і приводить його на зустріч відьм, яку проводить сам Асмодей. Той розказує, що вони ведуть психологічну війну проти Ієрархії, їхньою зброєю є страх, але ця зброя довго не працюватиме.
Жарль паралізує Наурію і подає сигнал ченцям — відьм арештовують. Асмодей втікає в демоноподібному костюмі Ангела.
13
Гоніфацій пропонує Верховній раді катувати відьм. Фрезеріс заперечує, і Рада голосує за його екс-комунікацію — тимчасове позбавлення органів чуття. Гоніфація обирають одноосібним правителем.
Катування відьм призводить до появи страху і галюцинацій у жерців.
Біль завданий відьмам дублюється Гоніфацію.
Новина, що страх простолюдинів перед відьмами спровокував їх на масові виступи проти ченців змушує відкласти катування.
14
Жарль переправляє Наурію у своє нове помешкання ченця 4 класу.
Пусс — вампір Наурії, нападає на нього і гине від бластера.
15
Дікон повертається в лазарет до Чорної людини і повідомляє новини про полон відьм. А також про двох нових вампірів для Жарля і Гоніфація. Він отримує завдання привести їх.
Вампіри — це спрощені близнюки людей, створені біотехнологіями Золотого віку для потужного телепатичного зв'язку. Вони не мають багатьох органів, тому повинні періодично підживлюватись кров'ю.
16
Гоніфацій оголошує наступний день святом демонстрації сили Великого бога і наказує підготувати обладнання.
На святі техніка підводить, це завдає шкоди репутації архієпископів: псуються запахи, псуються «божі» дари, ченці падають, Ангели калічать людей.
Коли в небі з'являються Демони, натовп увірує в Сатану, скаженіє і атакує сцену. Архієпископів відгороджують захисним бар'єром.
Жарль впізнає в Серцивалі Асмодея і вбиває його бластером.
Останні слова Серциваля прославляють Сатану.
Гоніфацій наказує почати арешти ченців-фанатиків.
17
Мама Джуді знаходить голодного Дікона і годує його кров'ю свого кота.
18
Вампір Жарля, приведений Діконом, відновлює стару особистість Жарля і той йде звільняти відьом із в'язниці.
19
Гоніфацій із командного пункту керує обороною храмів, де зберігається вся технологія ченців, від нападу відьм.
Наурія, погрожуючи розкрити його походження, викликає його у своє помешкання.
Там вампір Гоніфація, телепатично навіює йому марність боротьби проти відьм.
Він дає наказ припинити оборону храмів.
20
Наступного дня дезорієнтовані простолюдини і ченці допитуються у відьм про майбутній релігійний і державний устрій.
Відійшовши від навіювань, Гоніфацій все ще надіється на корабель з Люциферполіса з великою кількістю нових моделей Ангелів. Однак корабель вивантажує Демонів.
Чорна людина прогнозує, що наступною проблемою стане захист ченців від розбурханих простолюдинів, а також боротьба з культом Сатани. Він пропонує Мамі Джуді і навіть Гоніфацію (після перепрограмування особистості) посади в новому уряді.